# 佐藤満春のジャマしないラジオ
レック クリンぱっ！presents 佐藤満春のジャマしないラジオ（レック クリンぱっ！プレゼンツ さとうみつはるのジャマしないラジオ）は、interfmで放送されていたラジオ番組である。番組ハッシュタグは「#ジャマラジ897」。

## 概要
パーソナリティを務める佐藤満春（どきどきキャンプ）が毎週1組の邦楽ロックのアーティストをピックアップし、オリジナルのプレイリストと生活を邪魔しないようなトークを放送する。またゲストが出演する際は、そのゲストがセレクトした楽曲とともにトークを展開する。
当初は2020年6月末で終了する予定であったが、番組継続資金捻出のため番組Tシャツを発売したところ想定枚数を売り切ったため、7月以降も番組が継続している。
2021年8月より家庭用品メーカーのレックが冠スポンサーとなった。
2024年1月末でレックが冠スポンサーを終了すると発表され、同時に放送前配信とYouTubeでの同時生配信も終了した。
2024年3月28日に惜しまれつつも最終回を迎えた。
川口技研がスポンサーとなり、同年に年4回のシーズン特番として放送。
2025年4月より、～今月のサトミツプレイリスト～ という副題付きで月1回の放送がスタートした。

### 番組開始の経緯
佐藤がパーソナリティを務めた『ON8+1』（bayfm）が2020年3月に終了したことをきっかけに、代替として新たに開設したYouTubeチャンネル「サトミツちゃんねる」上にて同タイトルでインターネットラジオ配信を4月14日に開始した。その2日後、佐藤のブログ上でこのネット配信の出張版として地上波放送（AM放送）・InterFMでの放送開始を発表した。サトミツちゃんねるではラジオ生放送中のブース内の様子を生配信する他、インターネットラジオ配信も並行して行う。（2024年2月現在、一部のゲスト回のみアーカイブ視聴が可能。）

## 放送時間
- 毎週木曜日 22:00 - 23:00（2020年4月～2024年3月）[注 1][注 2]
- 毎月第3月曜日 20:00 - 21:00（2025年4月～）

## 放送日程
| 第1回           | 4月23日  | くるり | - |
| 第2回           | 4月30日  | サニーデイ・サービス | - |
| 第3回           | 5月7日   | エレファントカシマシ | - |
| 第4回           | 5月14日  | スピッツ | - |
| 第5回           | 5月21日  | フジファブリック | - |
| 第6回           | 5月28日  | 小沢健二 | - |
| 第7回           | 6月4日   | UNICORN | - |
| 第8回           | 6月11日  | 真心ブラザーズ | - |
| 第9回           | 6月18日  | アナログフィッシュ | - |
| 第10回          | 6月25日  | 中村一義 | - |
| 第11回          | 7月2日   | サンボマスター | - |
| 第12回          | 7月9日   | THEE MICHELLE GUN ELEPHANT | - |
| 第13回          | 7月16日  | ASIAN KUNG-FU GENERATION | - |
| 第14回          | 7月23日  | サザンオールスターズ | 収録回 |
| 第15回          | 7月30日  | SUPERCAR | - |
| 第16回          | 8月6日   | 米津玄師 | - |
| 第17回          | 8月13日  | ニガミ17才 | メンバーの岩下優介、平沢あくびがゲスト出演 |
| 第18回          | 8月20日  | the pillows | リモート出演による放送 |
| 第19回          | 8月27日  | ホフディラン | - |
| 第20回          | 9月3日   | ナンバーガール | - |
| 第21回          | 9月10日  | GRAPEVINE | - |
| 第22回          | 9月17日  | THE YELLOW MONKEY | - |
| 第23回          | 9月24日  | 日向坂46 | メンバーの潮紗理菜がゲスト出演 |
| 第24回          | 10月1日  | never young beach | - |
| 第25回          | 10月8日  | YO-KING | - |
| 第26回          | 10月15日 | はっぴいえんど | - |
| 第27回          | 10月22日 | ハナレグミ | - |
| 第28回          | 10月29日 | ウルフルズ | - |
| 第29回          | 11月5日  | キリンジ | - |
| 第30回          | 11月12日 | THE YELLOW MONKEY | - |
| 第31回 （特番） | 11月19日 | 世界トイレの日にちなんだ特番『THE TOILET DAY ～Music＆Earth～』を放送。山寺宏一、鎮西寿々歌がゲスト出演。 | 世界トイレの日にちなんだ特番『THE TOILET DAY ～Music＆Earth～』を放送。山寺宏一、鎮西寿々歌がゲスト出演。 |
| 第32回          | 11月26日 | 80年代 | 松本明子がゲスト出演 前半は80年代アイドル、後半は80年代ロックを特集。 |
| 第33回          | 12月3日  | BOØWY | - |
| 第34回          | 12月10日 | 宮本浩次 | - |
| 第35回          | 12月17日 | THE BACK HORN キュウソネコカミ | - |
| 第36回          | 12月24日 | 日向坂46 | 春日俊彰（オードリー）がゲスト出演 |
| 第37回 （特番） | 12月31日 | 年越し特番『佐藤満春とスピードスター・ミュージックのジャマしない「もうすぐ“2021年最初の”金曜日」ラジオ』を放送。菅波栄純（THE BACK HORN）、平沢あくび（ニガミ17才）、ヤマサキセイヤ（キュウソネコカミ）が出演。 | 年越し特番『佐藤満春とスピードスター・ミュージックのジャマしない「もうすぐ“2021年最初の”金曜日」ラジオ』を放送。菅波栄純（THE BACK HORN）、平沢あくび（ニガミ17才）、ヤマサキセイヤ（キュウソネコカミ）が出演。 |

| 放送リスト（2021年） | 放送リスト（2021年） | 放送リスト（2021年）                     | 放送リスト（2021年） |
| 回数                 | 放送日               | 特集                                     | 備考 |
| -------------------- | -------------------- | ---------------------------------------- | --- |
| 第38回               | 1月7日               | Nulbarich                                | - |
| 第39回               | 1月14日              | スネオヘアー                             | - |
| 第40回               | 1月21日              | Awesome City Club                        | - |
| 第41回               | 1月28日              | Base Ball Bear                           | - |
| 第42回               | 2月4日               | 村山☆潤                                  | 放送時間を21:00-23:00に拡大し放送。村山☆潤、芋生悠、菅原卓郎（9mm Parabellum Bullet）がゲスト出演                                                     |
| 第43回               | 2月11日              | Awesome City Club                        | メンバーのatagi、PORIN、モリシーがゲスト出演 |
| 第44回               | 2月18日              | -                                        | 向井慧（パンサー）がゲスト出演 |
| 第45回               | 2月25日              | -                                        | 若林正恭（オードリー）がゲスト出演 |
| 第46回               | 3月4日               | レイザーラモンRG                         | レイザーラモンRGがゲスト出演 |
| 第47回               | 3月11日              | ビッケブランカ                           | ビッケブランカがゲスト出演 |
| 第48回               | 3月18日              | 奥田民生 くるり                          | ライブ音源特集と称してライブ・アルバムから楽曲を紹介                                                                                                  |
| 第49回               | 3月25日              | 春の背中を押してくれる曲                 | アーティストを特定せずに、オリジナルのプレイリストを紹介                                                                                              |
| 第50回               | 4月1日               | フリッパーズ・ギター                     | - |
| 第51回               | 4月8日               | フラワーカンパニーズ                     | - |
| 第52回               | 4月15日              | くるり                                   | メンバーの佐藤征史がゲスト出演 |
| 第53回               | 4月22日              | くるり                                   | - |
| 第54回               | 4月29日              | カネコアヤノ                             | - |
| 第55回               | 5月6日               | Awesome City Club ホフディラン           | - |
| 第56回               | 5月13日              | 羊文学                                   | - |
| 第57回               | 5月20日              | Base Ball Bear THE BACK HORN             | 菅波栄純（THE BACK HORN）がゲスト出演 |
| 第58回               | 5月27日              | 日向坂46                                 | 阿座上洋平がゲスト出演 |
| 第59回               | 6月3日               | 銀杏BOYZ                                 | - |
| 第60回               | 6月10日              | 佐野元春                                 | - |
| 第61回               | 6月17日              | -                                        | 中田花奈がゲスト出演 |
| 第62回               | 6月24日              | 赤い公園                                 | - |
| 第63回               | 7月1日               | Base Ball Bear                           | メンバーの小出祐介、関根史織、堀之内大介がゲスト出演                                                                                                  |
| 第64回               | 7月8日               | Hermann H.&The Pacemakers                | - |
| 第65回               | 7月15日              | ストレイテナー                           | - |
| 第66回               | 7月22日              | PUFFY                                    | - |
| 第67回               | 7月29日              | -                                        | 松田好花、富田鈴花がリモート出演 |
| 第68回               | 8月5日               | くるり                                   | - |
| 第69回               | 8月12日              | andymori                                 | - |
| 第70回               | 8月19日              | 東京事変                                 | - |
| 第71回               | 8月26日              | OKAMOTO'S                                | - |
| 第72回               | 9月2日               | The Birthday                             | - |
| 第73回               | 9月9日               | 電気グルーヴ                             | 『山崎怜奈の誰かに話したかったこと。』番組スタッフ（ウエダさん）がゲスト出演                                                                          |
| 第74回               | 9月16日              | フジロックフェスティバル                 | アーティストを特定せずに、2021年度開催分の音源から楽曲を紹介                                                                                          |
| 第75回               | 9月23日              | -                                        | 早川聖来（乃木坂46）がゲスト出演 |
| 第76回               | 9月30日              | BRAHMAN                                  | - |
| 第77回               | 10月7日              | teto                                     | - |
| 第78回               | 10月14日             | ドレスコーズ                             | - |
| 第79回               | 10月21日             | GLAY                                     | - |
| 第80回               | 10月28日             | 日向坂46                                 | - |
| 第81回               | 11月4日              | ヤバイTシャツ屋さん                      | - |
| 第82回               | 11月11日             | Suchmos                                  | - |
| 第83回               | 11月18日             | トイレ                                   | 世界トイレの日にちなみ、トイレにまつわる楽曲を紹介 永守貴樹（レック株式会社代表取締役社長）、池野慎太郎（カメラマン、リキプロ代表取締役）がゲスト出演 |
| 第84回               | 11月25日             | くるり                                   | - |
| 第85回               | 12月2日              | GOMES THE HITMAN キンモクセイ 残像カフェ | - |
| 第86回               | 12月9日              | アナログフィッシュ                       | メンバーの佐々木健太郎がゲスト出演 |
| 第87回               | 12月16日             | -                                        | ヒコロヒーがゲスト出演 |
| 第88回               | 12月23日             | -                                        | 永守貴樹（レック株式会社代表取締役社長）、蝶野正洋、眞嶋優がゲスト出演                                                                                |
| 第89回               | 12月30日             | Mr.Children                              | 収録回 |

| 放送リスト（2022年） | 放送リスト（2022年） | 放送リスト（2022年）                                                                   | 放送リスト（2022年）                                                            |
| 回数                 | 放送日               | 特集                                                                                   | 備考                                                                            |
| -------------------- | -------------------- | -------------------------------------------------------------------------------------- | ------------------------------------------------------------------------------- |
| 第90回               | 1月6日               | SMAP                                                                                   | -                                                                               |
| 第91回               | 1月13日              | 宮本浩次                                                                               | -                                                                               |
| 第92回               | 1月20日              | 雨のパレード                                                                           | -                                                                               |
| 第93回               | 1月27日              | -                                                                                      | 阿座上洋平がゲスト出演                                                          |
| 第94回               | 2月3日               | 新しい学校のリーダーズ                                                                 | -                                                                               |
| 第95回               | 2月10日              | -                                                                                      | 永守貴樹（レック株式会社代表取締役社長）がゲスト出演                            |
| 第96回               | 2月17日              | くるり                                                                                 | -                                                                               |
| 第97回               | 2月24日              | リーガルリリー                                                                         | -                                                                               |
| 第98回               | 3月3日               | SPECIAL OTHERS                                                                         | -                                                                               |
| 第99回               | 3月10日              | sumika                                                                                 | -                                                                               |
| 第100回              | 3月17日              | 春の名曲2022                                                                           | -                                                                               |
| 第101回              | 3月24日              | 春の名曲2022                                                                           | -                                                                               |
| 第102回              | 3月31日              | 日向坂46                                                                               | 布川ひろき（トム・ブラウン）がゲスト出演                                        |
| 第103回              | 4月7日               | ［Alexandros］                                                                         | -                                                                               |
| 第104回              | 4月14日              | POLYSICS                                                                               | -                                                                               |
| 第105回              | 4月21日              | -                                                                                      | 佐藤満春が療養中に聴いていた曲をピックアップ                                    |
| 第106回              | 4月28日              | フレデリック                                                                           | -                                                                               |
| 第107回              | 5月5日               | おかもとえみ                                                                           | 4月30日に行われた公開収録の様子を放送                                           |
| 第108回              | 5月12日              | リーガルリリー                                                                         | リーガルリリーがゲスト出演                                                      |
| 第109回              | 5月19日              | -                                                                                      | 市來玲奈がゲスト出演                                                            |
| 第110回              | 5月26日              | THE 2                                                                                  | トークで優木まおみが恩人であることを話したところ、本人がYouTubeのコメントに登場 |
| 第111回              | 6月2日               | 日向坂46                                                                               | メンバーの森本茉莉がコメント出演                                                |
| 第112回              | 6月9日               | サニーデイ・サービス / 曽我部恵一                                                      | 放送当日はロックの日                                                            |
| 第113回              | 6月16日              | スカート                                                                               | -                                                                               |
| 第114回              | 6月23日              | Homecomings                                                                            | -                                                                               |
| 第115回              | 6月30日              | ゲスの極み乙女                                                                         | -                                                                               |
| 第116回              | 7月7日               | 夏の名曲2022                                                                           | 永守貴樹（レック株式会社代表取締役社長）がゲスト出演                            |
| 第117回              | 7月14日              | THE YELLOW MONKEY                                                                      | -                                                                               |
| 第118回              | 7月21日              | 洋楽                                                                                   | 公開収録の音源をオンエアー                                                      |
| 第119回              | 7月28日              | DOPING PANDA                                                                           | -                                                                               |
| 第120回              | 8月4日               | フジロック2022 前半戦                                                                  | -                                                                               |
| 第121回              | 8月11日              | フジロック2022 後半戦                                                                  | -                                                                               |
| 第122回              | 8月18日              | -                                                                                      | 山崎怜奈がゲスト出演                                                            |
| 第123回              | 8月25日              | くるり / くるり全国ツアー2022                                                          | -                                                                               |
| 第124回              | 9月1日               | 夏の終わりの名曲                                                                       | -                                                                               |
| 第125回              | 9月8日               | THE 2                                                                                  | メンバーの古舘佑太郎がゲスト出演                                                |
| 第126回              | 9月15日              | 宮田愛萌さんが好きそうな楽曲＆ サリマカシーの肩が治りそうな曲＆ たまにはみ出る佐藤選曲 | -                                                                               |
| 第127回              | 9月22日              | Vaundy                                                                                 | -                                                                               |
| 第128回              | 9月29日              | 高橋優                                                                                 | 高橋優がコメント出演                                                            |
| 第129回              | 10月6日              | LOVE PSYCHEDELICO                                                                      | -                                                                               |
| 第130回              | 10月13日             | 水曜日のカンパネラ                                                                     | -                                                                               |
| 第131回              | 10月20日             | 秋の名曲2022                                                                           | -                                                                               |
| 第132回              | 10月27日             | 日向坂46                                                                               | メンバーの金村美玖、丹生明里がコメント出演                                      |
| 第133回              | 11月3日              | Saucy Dog                                                                              | -                                                                               |
| 第134回              | 11月10日             | go!go!vanillas                                                                         | -                                                                               |
| 第135回              | 11月17日             | Original Love                                                                          | -                                                                               |
| 第136回              | 11月24日             | -                                                                                      | 永守貴樹（レック株式会社代表取締役社長）がゲスト出演                            |
| 第137回              | 12月1日              | サッカー応援歌                                                                         | -                                                                               |
| 第138回              | 12月8日              | ズーカラデル                                                                           | -                                                                               |
| 第139回              | 12月15日             | The Birthday ROSSO THEE MICHELLE GUN ELEPHANT                                          | -                                                                               |
| 第140回              | 12月22日             | -                                                                                      | 阿座上洋平がゲスト出演 ひなくり2022の振り返り                                   |
| 第141回              | 12月29日             | 佐藤満春が2022年に鬼リピートした楽曲ベスト10                                           | 収録回                                                                          |

| 放送リスト（2023年） | 放送リスト（2023年） | 放送リスト（2023年）                   | 放送リスト（2023年） |
| 回数                 | 放送日               | 特集                                   | 備考 |
| -------------------- | -------------------- | -------------------------------------- | --- |
| 第142回              | 1月5日               | 年明けお正月に聴きたい曲               | - |
| 第143回              | 1月12日              | □□□（クチロロ）                        | - |
| 第144回              | 1月19日              | YMO                                    | - |
| 第145回              | 1月26日              | THE HIGH-LOWS                          | - |
| 第146回              | 2月2日               | -                                      | 永守貴樹（レック株式会社代表取締役社長）がゲスト出演 Official髭男dismがコメント出演                                                                    |
| 第147回              | 2月9日               | -                                      | 市井紗耶香がゲスト出演 |
| 第148回              | 2月16日              | -                                      | 「スターにはなれませんでしたが」発売記念 KADOKAWAの編集者 遠藤さんがゲスト                                                                             |
| 第149回              | 2月23日              | 金村美玖（日向坂46）が好きそうな曲     | - |
| 第150回              | 3月2日               | -                                      | 佐藤栞里がゲスト出演、箱番組「ほかほかサーズデイ」 優木まおみがコメント出演                                                                            |
| 第151回              | 3月9日               | -                                      | 伊集院光がゲスト出演 |
| 第152回              | 3月16日              | -                                      | いとうせいこうがゲスト出演 |
| 第153回              | 3月23日              | sumika                                 | - |
| 第154回              | 3月30日              | 春の名曲                               | - |
| 第155回              | 4月6日               | -                                      | 潮紗理菜（日向坂46）がゲスト出演、“サトミツ二番弟子”に                                                                                                 |
| 第156回              | 4月13日              | -                                      | 山崎怜奈がゲスト出演 |
| 第157回              | 4月20日              | 日向坂46 / 9thシングル「One Choice」   | - |
| 第158回              | 4月27日              | 佐藤満春の知り合い                     | 松田好花（日向坂46）の誕生日をお祝い |
| 第159回              | 5月4日               | ジャニーズロック名曲                   | - |
| 第160回              | 5月11日              | -                                      | 永守貴樹（レック株式会社代表取締役社長）＆池野さんがゲスト出演                                                                                         |
| 第161回              | 5月18日              | リーガルリリー                         | リーガルリリーがゲスト出演 |
| 第162回              | 5月25日              | -                                      | 5月21日に芝浦工業大学大宮キャンパスで開催された公開収録をオンエアー                                                                                    |
| 第163回              | 6月1日               | -                                      | 水野良樹（いきものがかり）がゲスト出演 |
| 第164回              | 6月8日               | -                                      | 6月3日に東京海洋大学で開催された公開収録をオンエアー                                                                                                   |
| 第165回              | 6月15日              | サザンオールスターズ                   | 収録回 |
| 第166回              | 6月22日              | Helsinki Lambda Club                   | - |
| 第167回              | 6月29日              | sumika                                 | - |
| 第168回              | 7月6日               | 有吉ゼミで共演したアーティスト         | 収録回、大橋和也（なにわ男子）がコメント出演 |
| 第169回              | 7月13日              | ART-SCHOOL                             | - |
| 第170回              | 7月20日              | フジロック2023                         | 影山優佳（日向坂46）の卒業をお祝い |
| 第171回              | 7月27日              | フジロック2023②                        | - |
| 第172回              | 8月3日               | 日向坂46 / 10thシングル「Am I ready?」 | メンバーの金村美玖がコメント出演 |
| 第173回              | 8月10日              | フジロック2023音源                     | 永守貴樹（レック株式会社代表取締役社長）がゲスト出演                                                                                                   |
| 第174回              | 8月17日              | フジロック2023音源②                    | - |
| 第175回              | 8月24日              | 夏の名曲                               | 収録回 |
| 第176回              | 8月31日              | 夏の名曲②                              | - |
| 第177回              | 9月7日               | マカロニえんぴつ                       | - |
| 第178回              | 9月14日              | 星野源                                 | 潮紗理菜（日向坂46）の卒業発表に言及 |
| 第179回              | 9月21日              | -                                      | 志磨遼平（ドレスコーズ）がゲスト出演 |
| 第180回              | 9月28日              | 佐藤なりのJ-HIPHOP                     | - |
| 第181回              | 10月5日              | くるり / ニューアルバム「感覚は道標」  | - |
| 第182回              | 10月12日             | さわおとしおり                         | - |
| 第183回              | 10月19日             | アナログフィッシュ                     | メンバーの佐々木健太郎がゲスト出演 |
| 第184回              | 10月26日             | カバーソング                           | - |
| 第185回              | 11月2日              | ソロ楽曲                               | - |
| 第186回              | 11月9日              | 日向坂46 / 2ndアルバム「脈打つ感情」   | メンバーの潮紗理菜、山口陽世がコメント出演 |
| 第187回              | 11月16日             | ドライブ楽曲                           | メールテーマ「好きな中華料理」 |
| 第188回              | 11月23日             | KAN                                    | KAN追悼企画 |
| 第189回              | 11月30日             | -                                      | 収録回 ①11月22日に東京外国語大学府中キャンパスで開催された公開収録をオンエアー ②11月24日に東京理科大学神楽坂キャンパスで開催された公開収録をオンエアー |
| 第190回              | 12月7日              | 佐藤的ブレイクロックバンド             | - |
| 第191回              | 12月14日             | 超私的今年の一曲                       | - |
| 第192回              | 12月21日             | 冬の楽曲2023                           | - |
| 第193回              | 12月28日             | Bank Band                              | 収録回 |

| 放送リスト（2024年） | 放送リスト（2024年） | 放送リスト（2024年） | 放送リスト（2024年）                     |
| 回数                 | 放送日               | 特集                 | 備考                                     |
| -------------------- | -------------------- | -------------------- | ---------------------------------------- |
| 第194回              | 1月4日               | 桑田佳祐ソロ楽曲     | 収録回                                   |
| 第195回              | 1月11日              | キセル               | 今回より半蔵門スタジオからの放送         |
| 第196回              | 1月18日              | the quiet room       | -                                        |
| 第197回              | 1月25日              | Mr.ふぉるて          | レックがスポンサーを終了すると発表       |
| 第198回              | 2月1日               | -                    | トム・ブラウンがゲスト出演               |
| 第199回              | 2月8日               | sumika               | -                                        |
| 第200回              | 2月15日              | 小沢健二             | 収録回                                   |
| 第201回              | 2月22日              | Nulbarich            | オードリーANN東京ドームの裏話            |
| 第202回              | 2月29日              | キンモクセイ         | 収録回                                   |
| 第203回              | 3月7日               | LUCKY TAPES          | 3月末での番組終了を発表                  |
| 第204回              | 3月14日              | サニーデイサービス   | 山崎怜奈がゲスト出演                     |
| 第205回              | 3月21日              | sumika               | 収録回                                   |
| 第206回 （最終回）   | 3月28日              | くるり               | 松田好花（日向坂46）、潮紗理菜からメール |

| 放送リスト（特番） | 放送リスト（特番） | 放送リスト（特番） | 放送リスト（特番）                                     |
| 回数               | 放送日             | テーマ             | 備考                                                   |
| ------------------ | ------------------ | ------------------ | ------------------------------------------------------ |
| 第1回              | 7月3日 7月9日      | 梅雨               | InterFM：水曜 20:00 - 20:55 FM大阪：日曜 19:00 - 19:55 |
| 第2回              | 10月14日           | スポーツの秋       | InterFM：月曜 20:00 - 20:55                            |
| 第3回              | 12月5日            | 冬                 | InterFM：木曜 20:00 - 20:55                            |
| 第4回 （最終回）   | (2025年) 3月25日   | 新生活、春         | InterFM：火曜 20:00 - 20:55                            |

| 放送リスト（2025年） | 放送リスト（2025年） | 放送リスト（2025年） | 放送リスト（2025年）             |
| 回数                 | 放送日               | プレイリスト | 備考                             |
| -------------------- | -------------------- | --- | -------------------------------- |
| 第1回                | 4月21日              | M1 Chilli Beans.「escape」 M2 離婚伝説「あらわれないで」 M3 muque「my crush」 M4 ハンブレッダーズ「夜明けの歌」 M5 羊文学「声」 M6 マカロニえんぴつ「然らば」 M7 sumika「運命」 M8 RIHITO「UP TO TOKYO」 M9 曽我部恵一「今ごろユートピア」 M10 くるり「California coconuts」 M11 小沢健二「ローラースケート・パーク」 M12 NUMBER GIRL「透明少女」 M13 Base Ball Bear「PERFECT BLUE」 M14 ASIAN KUNG-FU GENERATION「ブラッドサーキュレーション」 M15 山中さわお「その世界はキミのものだ」 |                                  |
| 第2回                | 5月19日              | M1 PEOPLE 1「怪獣」 M2 Wurts「ブルーベリーハニー」 M3 時速36km「かげろう」 M4 マカロニえんぴつ「ヤングアダルト」 M5 ラッキーオールドサン「ミットナイトバス」 M6 SPECAL OTHERS「LIGHT」 M7 GRAPEVINE「真昼の子供たち」 M8 中村一義「犬と猫」 M9 サニーデイ・サービス「胸いっぱい」 M10 くるり「ロックンロール」 M11 奥田民生「恋のかけら」 M12 クラムボン「THE NEW SONG」 M13 星野源「Star」 M14 はっぴぃえんど「花いちもんめ」 M15 日向坂46「Love yourself!」                            | 富田鈴花（日向坂46）の卒業に言及 |
| 第3回                | 6月16日              | M1 Aooo「サラダボウル」 M2 Chevon「さよならになりました」 M3 マルシィ「君中心に揺れる世界は」 M4 Tele「残像の愛し方」 M5 MONO NO AWARE「風の向きが変わって」 M6 THE&「WE ARE BACK」 M7 サニーデイ・サービス「Pure Green」 M8 Base Ball Bear「WINK SNIPER」 M9 宮本浩次「Today - 胸いっぱいの愛を」 M10 くるり「坂道」 M11 星野源「不思議」 M12 AGIAN KUNG-FU GENERATION「MAKUAKE」 M13 ユニコーン「サービス」 M14 日向坂46「海風とわがまま」                                             |                                  |
| 第4回                | 7月21日              | M1 リュックと添い寝ごはん「サマーブルーム」 M2 Yogee New Waves「Summer」 M3 Helsinki Lambda Club「バケーションに沿って」 M4 カネコアヤノ「Summer Vacation」 M5 cero「Summer Soul」 M6 くるり「7月の夜」 M7 ASIAN KUNG-FU GENERATION「夏の日、残像」 M8 スネオヘアー「夏になったら帰ってきてね」 M9 SUPERCAR「Summer Tune」 M10 ホフディラン「summer time POP!」 M11 真心ブラザーズ「サマーヌード」 M12 Base Ball Bear「BREEEEZE GIRL」 M13 Suchmos「STAY TUNE」                          |                                  |

## エンディングテーマ
- 花ちゃんズ『まさか 偶然…』（2020年9月24日 - 2021年4月15日、2021年6月10日 - 11月18日）
- 日向坂46『君しか勝たん』[11]（2021年4月22日 - 5月27日）
- 上村ひなの『一番好きだとみんなに言っていた小説のタイトルを思い出せない』（2022年1月6日 - 6月16日）
- 日向坂46『飛行機雲ができる理由』(2022年6月23日 - 9月8日)
- 日向坂46『真夜中の懺悔大会』(2022年9月15日 - 2022年10月20日)
- 日向坂46『月と星が踊るMidnight』(2022年10月27日～)
- てれび戦士2009『夢のチカラ』(2022年12月8日)